# Сохон-ванху
Сохо́н-ванху́ (12 октября 1395 — 19 апреля 1446) (소헌왕후 심씨) — чосонская королева-консорт, супруга чосонского вана Седжона. Происходила из клана Сим из Чхонсона. Почиталась как королева Кон (공비) с 1418 года до свой смерти в 1446.

## Жизнеописание

### Происхождение
Госпожа Сим была первой дочерью и старшим ребёнком из девяти детей господина Сим Она, главного государственного советника и госпожи Ан из клана Сунхен. Её дядя по отцу — Сим Джон (титулованный принц-консорт Чёнвон) — был зятем короля Тхеджо через брак с его дочерью принцессой Гёнсон.

### Брак
В 1408 году, в возрасте 13 лет, её выдали замуж за сына вана Тхеджона —  Ли До, принца Чунгёна. Благодаря замужеству она получила титул принцесса Гёнсук (경숙옹주, 敬淑翁主)..
Считается, что она была выбрана для этого брака из-за того, что старшая сестра короля Тхеджо, принцесса Гёнсон, была её тетей; таким образом она уже имела связи с королевской семьёй. Когда её муж стал великим принцем, её титул сменился с онджу́ (옹주; принцесса, дочь короля от наложницы) на гонджу́ (공주 принцесса, дочь короля от королевы)
Её родители получили придворные титулы: её мать стали именовать «мать королевы-супруги из клана Сунхын Ан» (삼한국대부인 순흥 안씨), а её отцу дали титул «отец королевы-супруги Чхончхон» (청천부원군).
Во время правления Тэджона, в 1417 году принцесса Гёнсук также получила титул принцессы-супруги Самхангук (삼한국대부인, 三韓國大夫人).

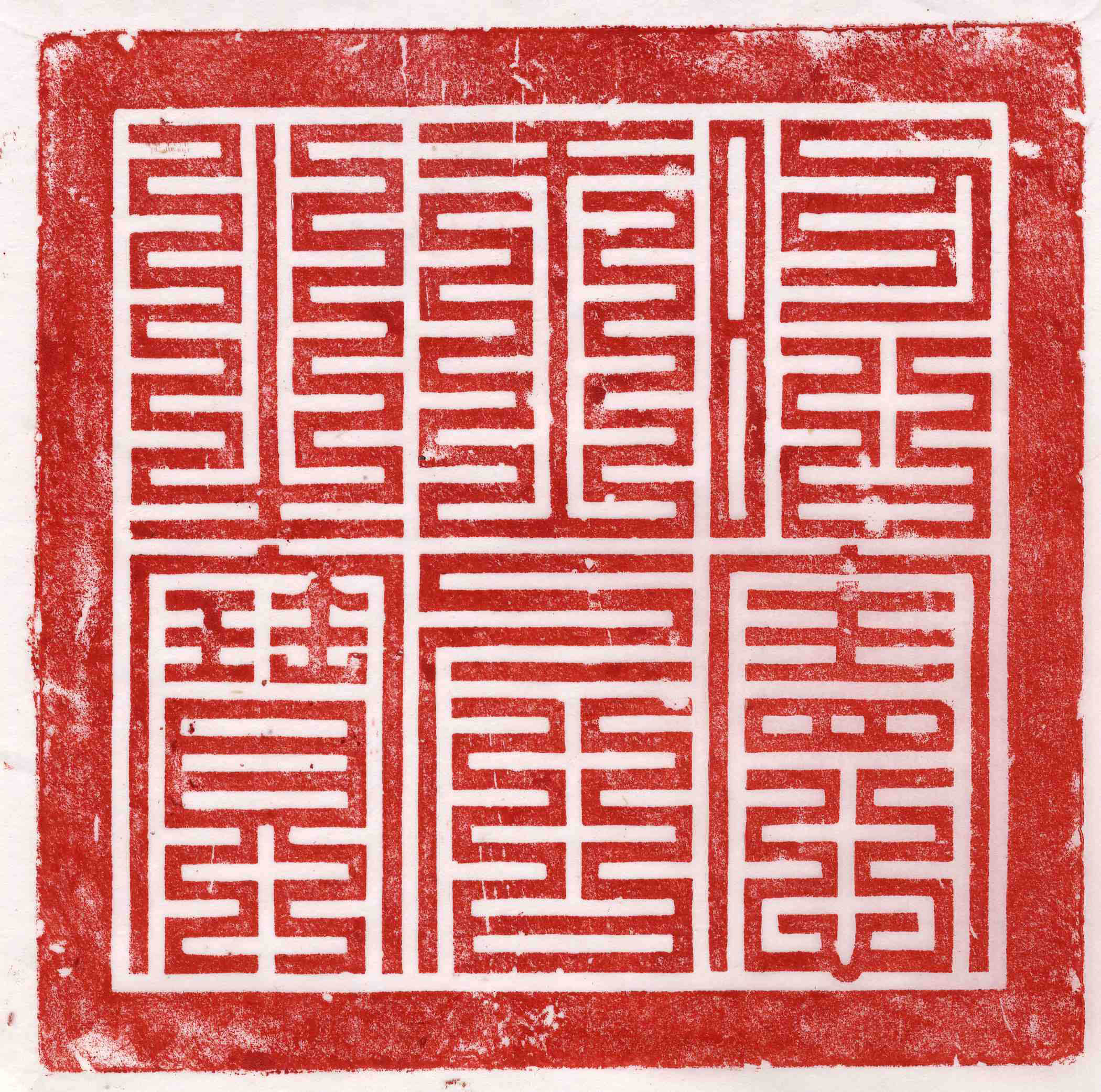
Печать королевы Сохон

6 июля 1418 года, на 18-м году правления Тэджона, принцесса Гёнсук стала наследной принцессой Кён (경빈, 敬嬪), когда великий принц Чунгён (впоследствии король Седжон) стал наследным принцем, преемником престола, и когда ее муж стал королем на 9 сентября 1418 г. ее титул изменился на Королева Гонг (공비, 恭妃; Гонгби, что означает «Вежливая супруга»).
Считается, что королева Гонг имела нежную и добрую внешность, но выступала за строгое соблюдение законов и кодекса поведения.

### Королевские политические конфликты
Как и её предшественница и свекровь, вдовствующая королева Худок, королева Гонг пережила потерю семьи, поскольку Тэджон чувствовал угрозу из-за влияния королевского зятя. Она потеряла отца Сим Она в 1419 году и двух дядей в 1418 году во время регентства её тестя. Её мать и оставшиеся родственники также были понижены до низшего класса рабов.
Но в 1426 году, вместо того, чтобы заставить родственников жены служить рабами, Седжон изгнал мать королевы Гонг и родственников из Чхонана, и восстановил посты её братьев и родственников мужского пола.
Чиновники подняли тему понижения в должности или лишения королевы Гонг статуса королевы, но король Седжон сопротивлялся. Он заявил, что королева должна была остаться в своём титуле благодаря рождению двух принцев до конфликта.
Вместо того, чтобы обижаться на своего мужа, королева Гонг понимала и поддерживала своего мужа во время испытаний.
О ней говорили[кто?], как о королеве, имеющей полномочия, а двор был самым мирным во время её правления. Король Седжон также хвалил её за то, что она была хорошим лидером[уточнить] для дворцовых женщин.

### Смерть
19 апреля 1446 года королева умерла в возрасте 50 лет, на 28-м году правления своего мужа. Седжон пережил её на 4 года и умер в возрасте 52 лет.

## Родственные связи

### Родители
- Двоюродный дядя — Сим Инбон (심인봉, 沈仁鳳)
  - Тетя — принцесса-консорт Донъян из клана Пхёнсан Син (동양군부인 평산 신씨, 東陽郡夫人 平山 申氏)
    - Троюродный брат — Сим Хо (심호, 沈灝)
    - Троюродная сестра — госпожа Сим из клана Чхонсон Сим (청송 심씨)
    - Троюродная сестра — госпожа Сим из клана Чхонсон Сим (청송 심씨)
- Двоюродный дядя — Сим Уи-гви (심의귀, 沈義龜) или Сим Уи-гу (심의구)
  - Тетя — Леди Ким из клана Санджу Ким (상주 김씨)
    - Троюродный брат — Сим Гу (심구, 沈溝)
    - Троюродная сестра — госпожа Сим из клана Чхонсон Сим (청송 심씨)
- Двоюродный дядя — Сим Досэн (심도생, 沈道生) или Сим Ге-нён (심계년)
  - Тетя — Леди Чой из клана Канджин Чой (강진 최씨)
    - Троюродный брат- Сим Ён (심연, 沈涓)
    - Троюродный брат — Сим Ги (심기, 沈沂)
- Двоюродный дядя — Сим Цзин (심징, 沈澄) (? — 17 апреля 1432 г.)
  - Тетя — госпожа Сон из клана Ёсан Сон (정부인 여산 송씨)
  - Троюродный брат — Сим Сокчжун (심석준, 沈石雋)
    - Сын троюродного брата — Сим Сон (심선)
      - Внук троюродного брата — Сим Анъин (심안인)
      - Внук троюродного брата — Сим Ануй (심안의, 沈安義) (1438 — 17 марта 1476)
        - Жена внука троюродного брата — принцесса Чонган (정안옹주) (1441—1461) [9]
- Отец — Сим Он (심온, 沈溫) (1375 — 18 января 1419) [10]
  - а) Дедушка − Сим Докбу (1328—1401) (심덕부, 沈德符)
    - б) Прадедушка − Сим Рён (심룡, 沈龍)
      - в) Прапрадедушка − Сим Ён (심연, 沈淵)

    - б) Прабабушка — Леди Ким (김씨, 金氏)

  - а) Бабушка — госпожа Мун из клана Инчхон Мун (인천 문씨, 仁川 門氏); Вторая жена Сим Докбу
  - а) Сводная бабушка — внутренняя принцесса-консорт Пёнхангук из клана Чхонджу Сон (변한국대부인 청주 송씨, 卞韓國大夫人 淸州 宋氏)
- Дядя — Сим Чен (심종, 沈悰) (? — 15 марта 1418 г.)
  - Тётя — принцесса Кёнсон (경선공주)[11]
  - Кузина — госпожа Сим из клана Чхонсон Сим (청송 심씨)
    - Муж кузины — Ли Мёнсин (이명신, 李明晨) из клана Токсу И (덕수 이씨, 德水 李氏) (1392—1459)
      - Сын кузины — Ли Чу (이추,李抽) (1417-?)
- Дядя — Сим Чон (심정, 沈泟) (? — 1418)
  - Тётя — госпожа Ван из клана Кэсон Ван (개성 왕씨, 開城 王氏)[12][13][14]
    - Кузен — Сим Гён (심견,?沈堅)
      - Сын кузена — Сим Малдон (심말동, 沈末同) (? — 1493)
        - Жена сына кузена — госпожа Ли из клана Сонджу Ли (성주 이씨, 聖州 李氏)
        - Внук кузена — Сим Гесон (심계손, 沈繼孫)
        - Внук кузена — королевский супруг Сукъён из клана Чхонсон Сим (숙용 심씨) (1465—1515) [15]

    - Кузен — Сим Дон (심동, 沈童)
- Мать — внутренняя принцесса-консорт Самхангук из клана Сунхын Ан (? — 1444) (삼한국대부인 순흥 안씨, 三韓國大夫人 順興 安氏) [16]
  - а) Дед — Ан Чонбо (1339—1425) (안천보)
  - б) Бабушка — госпожа Ким из клана Ёнджу Ким (영주 김씨)

### Братья и сёстры
- Старший брат — Сим Джун (심준, 沈濬) (? — 1448)
  - Невестка — госпожа Мин из клана Ёхын Мин (여흥 민씨); внучатая племянница королевы Вонгён
    - Племянник — Сим Ми (심미)
    - Племянник — Сим Чи (심치)
      - Жена племянника — госпожа Ким из клана Сунчхон Ким (순천 김씨) [17]
- Младшая сестра — госпожа Сим из клана Чхонсон Сим (청송 심씨)
  - Шурин — Кан Сокдок (강석덕, 姜碩德) (1395—1459) из клана Чинджу Кан (진주 강씨)
    - Племянник — Кан Хуэй-ан (강희안, 姜希顔) (1419—1464)
    - Племянник — Кан Хуэй-мэн (강희맹, 姜希孟) (1424—1483)
    - Племянница — королевская благородная супруга Ён из клана Чинджу Кан (영빈 강씨) (? — 1483) [18]
      - Муж племянницы — ван Седжон (15 мая 1397 — 8 апреля 1450) (세종)

    - Племянница — госпожа Кан из клана Чинджу Кан (진주 강씨)
      - Муж племянницы — Пак Ми (박미, 朴楣) (1433—1491) из рода Мирян Пак (밀양 박씨, 密陽 朴氏)[19][20]
- Младшая сестра — Леди Сим из клана Чхонсон Сим (청송 심씨)
  - Шурин — Но Мул-джэ (노물재, 盧物栽) (1396—1446) из клана Гёха Но (교하 노씨)[21][22]
    - Племянник — Но Хосин (노회신, 盧懷愼)
    - Племянник — Но Юсин (노유신, 盧由愼)
    - Племянник — Но Насин (노사신, 盧思愼) (1427—1498)
    - Племянник — Но Хосин (노호신, 盧好愼)
- Младшая сестра — госпожа Сим из клана Чхонсон Сим (청송 심씨)
  - Шурин — Ю Джахэ (유자해, 柳子偕) из клана Чинджу Ю (진주 유씨)
- Младшая сестра — госпожа Сим из клана Чхонсон Сим (청송 심씨)
  - Шурин — Ли Сонджи (이숭지, 李崇之) (? — 1462) из клана Чонуй Ли (전의 이씨)
- Младшая сестра — госпожа Сим из клана Чхонсон Сим (청송 심씨)
  - Шурин — Пак Гео-со (박거소, 朴去疎) из клана Сунчхон Пак (순천 박씨)[23][24]
    - Племянник — Пак Чон Сон (박중선, 朴仲善) (1435—1481)[25]
    - Племянник — Пак Сок Сон (박숙선, 朴叔善)
- Младший брат — Сим Хо (심회, 沈澮) (1418—1493)
  - Невестка — госпожа Ким из клана Вонджу Ким (정경부인 원주 김씨, 貞敬夫人 原州 金氏)[26]
    - Племянник — Сим Ин (심인, 沈麟)
    - Племянник — Сим Хан (심한, 沈瀚)
      - Жена племянника — госпожа Ли из клана Сонджу Ли (정부인 성주 이씨)

    - Племянник — Сим Вон (심원, 沈湲)[27]
      - Жена племянника — госпожа Ли из клана Чонджу Ли (증 정경부인 전주 이씨)
        - Внучатый племянник — Сим Сундо (심순도, 沈順道)
        - Внучатый племянник — Сим Сонгён (심순경, 沈順經) (1462—1542)
        - Внучатый племянник — Сим Сунмун (심순문, 沈順門) [28]
          - Жена внучатого племянника — госпожа Ким из клана Кёнджу Ким (정경부인 경주 김씨, 貞敬夫人 慶州 金氏)
            - Правнучатый племянник — Сим Ёнвон (심연원, 沈連源) (1491—1558)[29]
- Младший брат — Сим Гёль (심결, 沈決) (1419—1470)
  - Невестка — леди Шин из клана Кочан Син (거창 신씨) [30]
    - Племянник — Сим Чонвон (심정원, 沈貞源)
- Сводный брат — Сим Чансу (심장수, 沈長壽)
- Сводный брат — Сим Чанги (심장기, 沈長己)

### Муж
- Король Седжон (15 мая 1397 — 8 апреля 1450) (세종)
  - Свекровь — королева Вонён (원경왕후 민씨) (29 июля 1365 — 18 августа 1420)
  - Свёкор — король Чосон Тэджон (조선 태종) (13 июня 1367 г. — 30 мая 1422 г.)

### Дети
Королева родила 10 детей, в том числе Мунджона и Седжо, которые стали впоследствии правителями Чосона.
- Дочь — принцесса Чонсо́ (1412 — 25 февраля 1424) (정소공주)
- Сын — Ли Хян, король Мунджон (15 ноября 1414 — 1 июня 1452) (조선 문종). Жены: а)Кронпринцесса Хви из клана Андон Ким (1410—1429) (휘빈 김씨), б)Кронпринцесса Сун из клана Хум Бон (1414—1436) (순빈 봉씨), в) королева Хёндок из клана Андонг Гвон (17 апреля 1418 — 10 августа 1441) (현덕왕후 권씨)
- Дочь — принцесса Чонгу (1415 — 11 февраля 1477) (정의공주). Муж: Ан Мен-Дам (1415—1462) (안맹담)
- Сын — Ли Ю, ван Седжо (2 ноября 1417 — 23 сентября 1468) (조선 세조). Жена: королева Чонхи из клана Папён Юн (8 декабря 1418 — 6 мая 1483) (정희왕후 윤씨)
- Сын — Ли Ён, великий принц Анпхён (18 октября 1418 г. — 18 ноября 1453 г.) (이용 안평대군). Жена: принцесса-консорт из клана Ёнгиль Чон (? — 31 мая 1453 г.) (부부인 영일 정씨)
- Сын — Ли Гу, великий принц Имён (7 января 1420 — 21 января 1469) (이구 임영대군). Жёны: а) принцесса-консорт из клана Ырён Нам (군부인 의령 남씨), б) принцесса-консорт Джин из клана Чонджу Чо (제안부부인 최씨), в) принцесса-консорт из клана Андон Ан (부부인 안동 안씨)
- Сын — Ли Ё, великий принц Кванпён (2 мая 1425 — 7 декабря 1444) (이여 광평대군). Жена: принцесса-консорт Ёнгга из клана Пёнсан Син (영가부부인 신씨)
- Сын — Ли Ю, великий принц Кымсон (28 марта 1426 — 21 октября 1457) (이유 금성대군). Жена: принцесса-консорт Вансан из клана Чонджу Чо (완산부부인 최씨)
- Сын — Ли Лим, великий принц Пёнвон (18 ноября 1427 — 16 января 1445) (이임 평원대군). Жена: принцесса-консорт Канён из клана Намьян Хон (? — 1483) (강녕부부인 홍씨)
- Сын — Ли Ём, великий принц Ёнджун (23 мая 1434 — 2 февраля 1467) (이염 영응대군). Жёны: а) принцесса-консорт Чунсон из клана Хэджу Чжон (춘성부부인 정씨), б) принцесса-консорт Тэбан из клана Ёсан Сон (대방부부인 송씨), в) принцесса-консорт Ёнсон из клана Ёнан Ким (연성부부인 김씨)

Через своих младших братьев королева Сохон стала прабабушкой (в 3 колене) королевы Инсун; жена короля Мёнджона и старшая сестра Сим Угёна, философа и политика эпохи Чосон. Королева также стала прабабушкой (в 9 колене) королевы Дануи[уточнить]; жена короля Кёнджона.

## Наследие
Королева Сохон была похоронена вместе со своим мужем Седжоном в кургане, окружённом статуями конфуцианских учёных, военных и лошадей. На территории есть мемориальная святыня[уточнить] и пруд. Их могила, Ённын, находится в королевских гробницах династии Чосон, к западу от города Йоджу.
Принц Суян заказал создание труда о биографии Будды (Seokbosangjeol; 釋譜詳節) после смерти своей матери, королевы Сохон, намереваясь облегчить её переход в следующую жизнь. Однако он также был доступен для населения Кореи в целом, чтобы способствовать распространению буддийской веры. Он был переведён с китайского на корейскую письменность хангыль, и представляет собой старейшую форму письменного текста коренных народов Кореи[уточнить]. Книга была написана по просьбе его отца и включала более 580 буддийских стихов Седжона в Wolincheongangligok[уточнить]. Впервые труд был опубликован в 24 томах в 1447 году. Оригинальное издание хранится в Национальной библиотеке Кореи в Сеуле, где оно признано материальным культурным достоянием.

### В искусстве
Образ королевы Сохон воплотили на экране корейские актрисы:
- Ким Ёнэ в телесериале MBC 1983 года «500 лет Чосона: Дерево с глубокими корнями».
- Им Соён в сериале KBS1 1996—1998 годов «Слёзы дракона».
- Ли Юнджи в сериале KBS 2008 года «Король Седжон Великий».
- Чан Джиын в сериале SBS 2011 года «Дерево с глубокими корнями».
- Джин Кичжу в сериале MBC 2015 года «Всплеск любви».
- Чон Мисон в фильме 2019 года «Письма короля».